# شاندلير هانتينغتون
شاندلير هانتينغتون هو سياسي أمريكي، ولد في 24 فبراير 1849 في مقاطعة مولتنوماه في الولايات المتحدة، وتوفي في 17 سبتمبر 1921 في مقاطعة كوليتز في الولايات المتحدة. نشط حزبياً في الحزب الجمهوري. وقد انتخب عضو مجلس نواب واشنطن ‏.